# Калгансыр (Шардаринский район)
Калгансыр (каз. Қалғансыр) — село в Шардаринском районе Туркестанской области Казахстана. Входит в состав Жаушикумского сельского округа. Код КАТО — 516437400.

## Население
В 1999 году население села составляло 37 человек (16 мужчин и 21 женщина). По данным переписи 2009 года, в селе проживали 44 человека (21 мужчина и 23 женщины).